# Vol Invicta International Airlines 435
Le vol Invicta International Airlines 435 était un vol charter international, assuré par un Vickers Vanguard reliant l'aéroport de Bristol, au Royaume-Uni, à l'aéroport international de Bâle-Mulhouse-Fribourg, qui s'est écrasé, le 10 avril 1973, sur une colline boisée près de Hochwald, en Suisse. L'appareil s'est désintégré à l'impact, tuant 108 des 145 personnes à bord, ne laissant que 37 survivants, dont 36 grièvement blessés. 
À ce jour, il s'agit du pire accident aérien impliquant un Vickers Vanguard, ainsi que de la plus grande catastrophe aérienne survenu sur le territoire suisse.

## Déroulement du vol
Le vol 435, assuré par un Vickers Vanguard 952, immatriculé G-AXOP et affrété par une agence de voyage basée au Royaume-Uni, a décollé de l'aéroport de Bristol, à destination de l'aéroport international de Bâle-Mulhouse-Fribourg. L'aéroport était situé à quelques kilomètres de la frontière française avec la Suisse et l'Allemagne. 
À 07 h 19, le vol 435 a décollé de Bristol. Le commandant de bord, Anthony Dorman, était aux commandes, tandis que son copilote, le commandant Ivor Terry, s'occupait des communications. Le vol s'est déroulé sans incident jusqu'à sa première approche. Il faisait jour à ce moment-là, l'équipage pouvait donc facilement obtenir des références visuelles. Cependant, une forte tempête de neige a été signalée à Bâle, y réduisant ainsi fortement la visibilité.
À l'approche de Bâle, le vol 435 a croisé deux balises d'approche, nommées balise MN et BN, cette dernière étant le marqueur extérieur du système d'atterrissage ILS à l'aéroport. Cependant, l'avion les a dépassées. Le commandant Dorman a alors amorcé une remise des gaz.
À 09 h 08, alors que le vol 435 manœuvrait pour sa deuxième approche, la tour de contrôle de Bâle a reçu un appel téléphonique d'un météorologue et d'un autre commandant de bord signalant qu'à peine 2 minutes auparavant, le vol 435 avait survolé l'Observatoire de Bâle (environ 8 km au sud-est de l'aéroport) à une hauteur d'une cinquantaine de mètres en faisant route vers le sud ; il a exhorté les pilotes du vol 435 à reprendre immédiatement de l'altitude. 
Lors de l'approche, plusieurs passagers ont aperçu brièvement plusieurs maisons au niveau du sol. Alors que le météorologue était toujours au téléphone, l'équipage a signalé avoir dépassé la première balise (MN). Ils ont reçu l'ordre de passer la deuxième balise, BN. En réalité, lorsque l'équipage se présente au-dessus de MN, il se trouve en fait à proximité d'une troisième balise, BS, et avait déjà survolé l'aéroport en direction du sud.
À 09 h 11, le centre de contrôle régional de Zurich a demandé au contrôle aérien de Bâle s'il avait un avion qui volait de l'aéroport vers Hochwald, car ils avaient observé un écho non identifié sur leur écran radar, à quelques kilomètres au sud de Bâle. La tour de contrôle de Bâle a nié cela, mais lorsque le contrôleur a vérifié son écran radar, il a vu un écho non identifié se déplaçant vers le sud, à quelques kilomètres de l'aéroport. Malgré cela, le vol 435, après avoir signalé qu'il avait dépassé la balise BN, a reçu l'autorisation pour atterrir.
Après avoir terminé son appel téléphonique avec Zurich, le contrôleur de Bâle a demandé si le vol 435 était sûr d'avoir dépassé la balise BN. Le vol 435 a répondu qu'il recevait une "indication erronée" et qu'il rejoignait le localizer (LOC), un signal électronique marquant le prolongement de l'axe de piste. Les pilotes ont alors confirmé qu'ils étaient établis sur le plan de descente et le LOC, tandis que le contrôleur les a informés qu'il ne pouvait pas les voir sur son écran radar. Le vol 435 n'a pas répondu. Après ce message, tous les appels radio à destination du vol 435 sont restés sans réponse.
À 09 h 13, l'avion a frôlé la zone boisée d'une chaîne de collines du Jura et s'est écrasé prés du village de Herrenmatt, dans la paroisse de Hochwald, à 16 km au sud de l'aéroport. L'avion a explosé à l'impact, plusieurs parties de l'appareil prenant feu. 108 passagers et membres d'équipage ont été tués, tandis que 37 autres ont survécu à l'accident; 36 d'entre eux ont été blessés, tandis qu'une hôtesse de l'air est restée indemne.

Site de l'accident
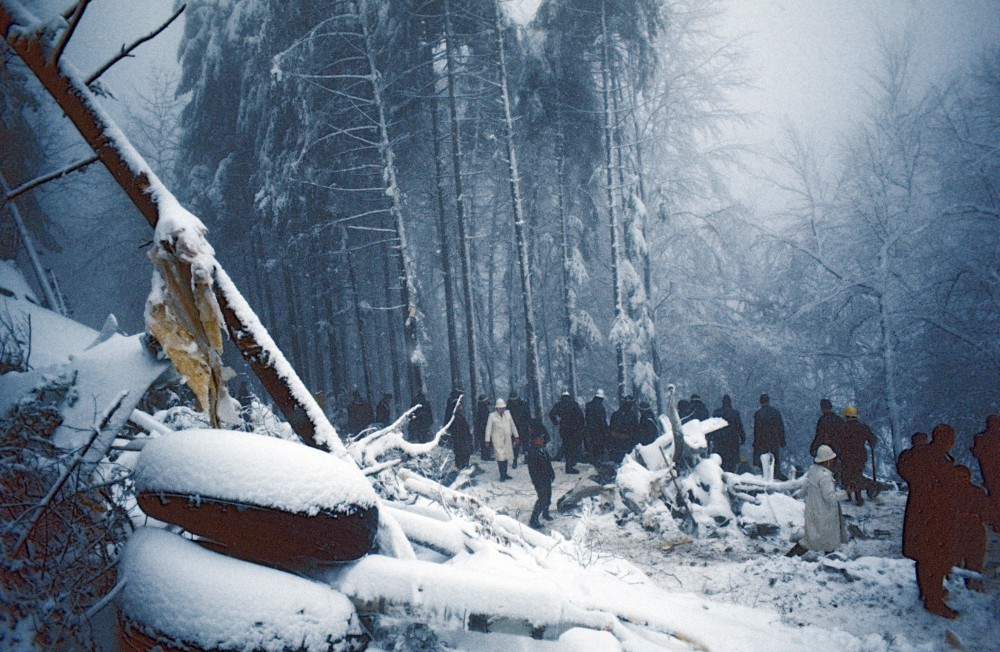
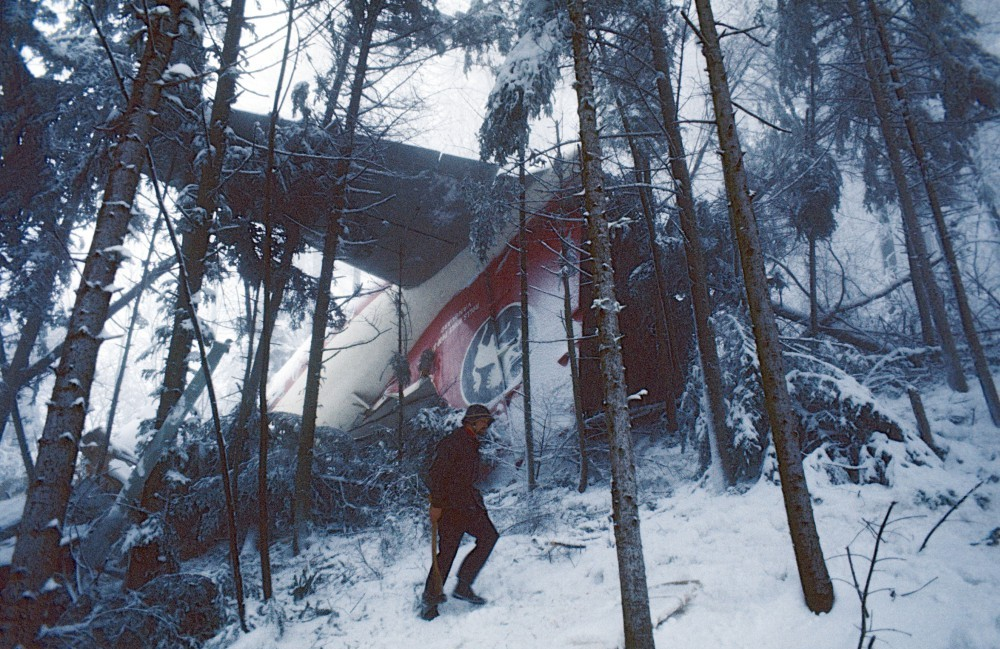
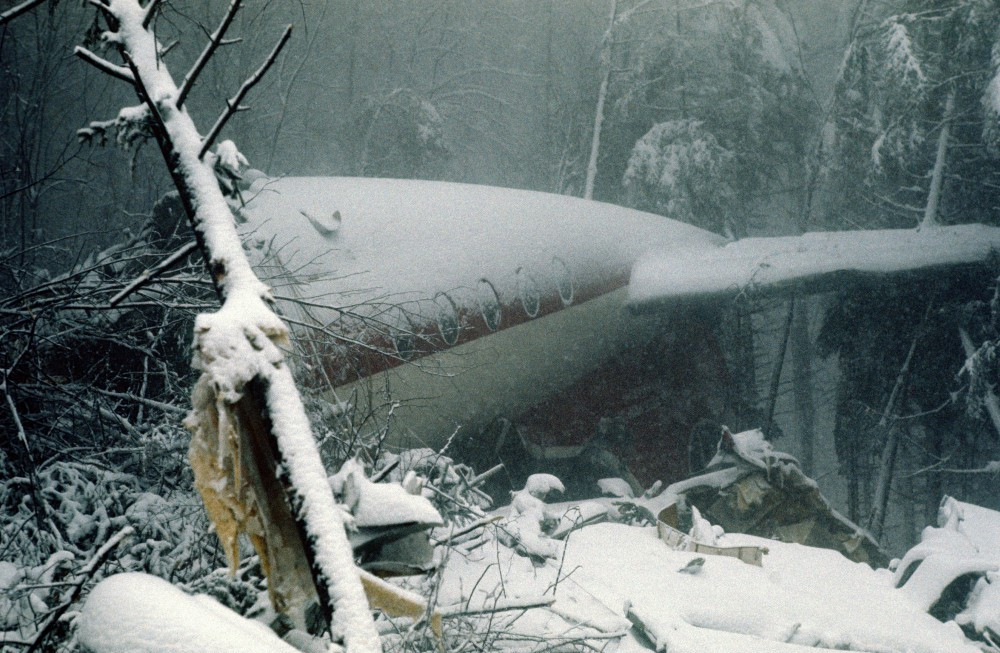

En touchant le sol, l'avion s'est disloqué en plusieurs sections. Alors que les parties avant ont été pulvérisées, une section de la queue est restée pratiquement intacte. C'était la zone où la plupart des survivants ont été trouvés. Toutes les personnes assises à l'avant de l'avion ont été tuées sur le coup. 
Au lendemain de l'accident, les survivants ont commencé à s'entraider. Il neigeait à ce moment-là et l'hypothermie pouvait facilement survenir. Peu de temps après, un garçon d'une ferme voisine a retrouvé les survivants et les a conduits chez lui, où sa famille les a hébergés et a pris soin d'eux en attendant l'arrivée des secours.

## Enquête
L'avion était uniquement équipé d'un enregistreur de données de vol (FDR). Au moment de l'accident, la réglementation aérienne au Royaume-Uni n'exigeait pas la présence d'un enregistreur phonique (CVR) dans les avions de ligne.
Les agences météorologiques ont signalé que des fortes chutes de neige étaient présentes pendant l'approche du vol 435, ce qui limiterait grandement la visibilité. Comme Bâle était située dans une zone montagneuse, cette visibilité limitée pouvait être dangereuse car le Vickers Vanguard, comme la plupart des avions de ligne de son époque, n'était pas équipé d'un avertisseur de proximité du sol (GPWS).

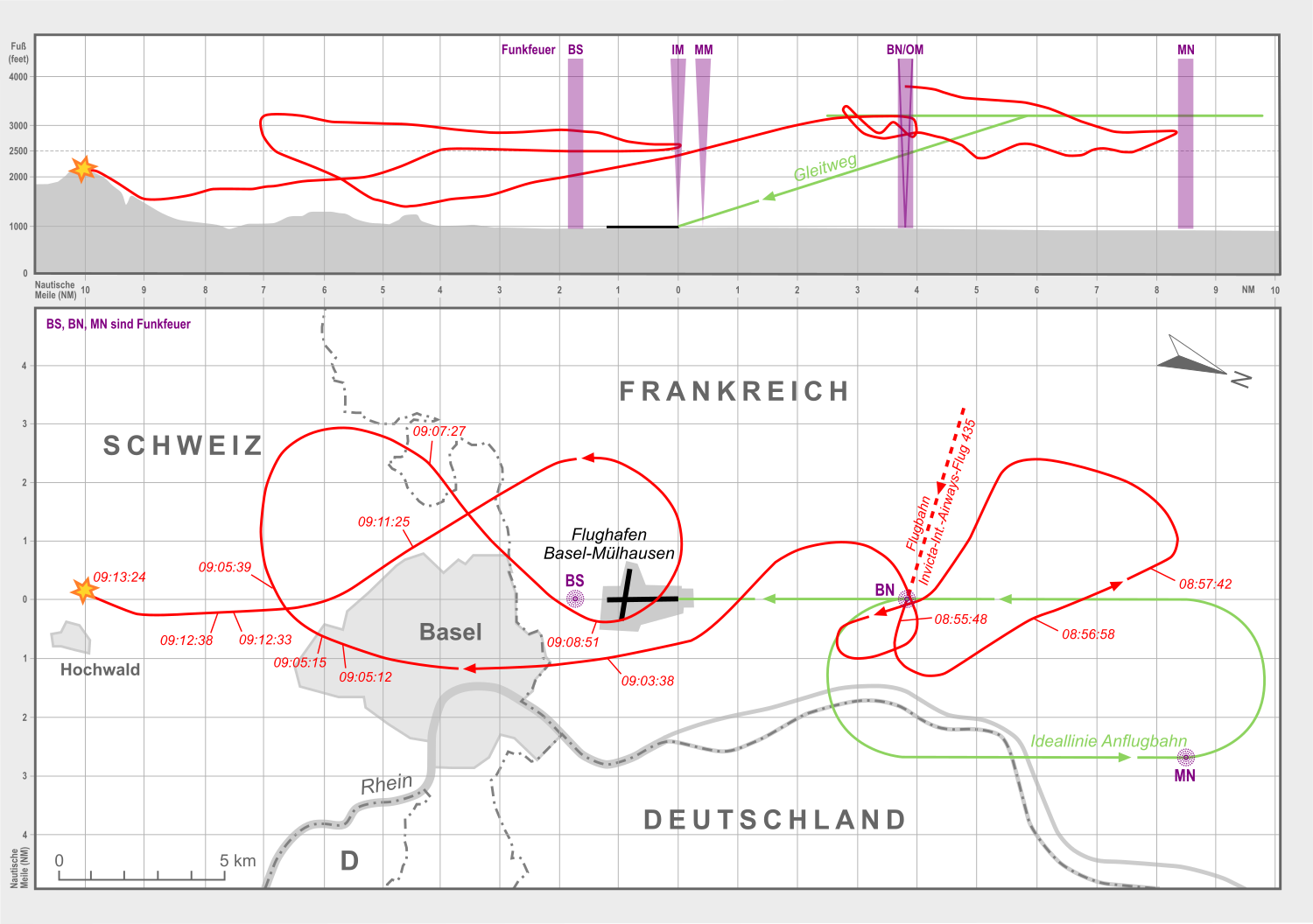
Trajectoire de vol du vol 435, selon les données du FDR.

D'après les enregistrements du contrôle aérien, le contrôleur aérien de Bâle a déclaré que le vol 435 ne se dirigeait pas vers la balise sélectionnée lors de sa dernière approche, alors que l'équipage du vol 435 a déclaré qu'il se trouvait bien sur la balise. Cela pourrait indiquer un signal défectueux ou un équipement de navigation défectueux. Si la panne concernait le système de navigation, cela pourrait expliquer pourquoi l'avion s'est écarté de la trajectoire d'approche sélectionnée. Cependant, les enquêteurs suisses ont estimé qu'il était plus probable que l'équipage ait commis une erreur de navigation et ne l'ait pas détectée, en négligeant d'utiliser d'autres aides radio à la navigation pour surveiller sa progression.
L'examens du radiocompas (ADF) de l'avion a révélé qu'il avait des joints mal soudés, qui auraient pu entraîner des interruptions intermittentes des connexions électriques individuelles dans l'amplificateur du système n°1 ; ce défaut n'a pas été remarqué par l'équipage. L'enquête n'a pas pu déterminer la cause exacte de ce défaut de l'ADF.
Les deux membres de l'équipage, le commandant Dorman et le commandant Terry, étaient tous deux titulaires d'une qualification de commandant de bord. Cependant, le commandant Terry était bien plus expérimenté que le commandant Dorman. Le commandant Terry s'occupa du premier segment du vol, entre Luton et Bristol, tandis que le commandant Dorman s'occupa du reste du trajet, de Bristol à Bâle. Le pilote assis à droite, le commandant Terry, n'avait pas suffisamment d'expérience en tant que copilote.
Les conditions météorologiques défavorables et le fait que la modulation des balises MN et BN n'était pas conforme aux exigences de l'Organisation de l'aviation civile internationale (OACI) ont causé des difficultés à l'ensemble des équipages assurant chaque vol en approche de Bâle à ce moment-là. L'indication ADF était utilisable, mais elle n'était pas suffisamment fiable. Comme elle n'était pas fiable, il était essentiel de surveiller la position de l'avion à l'aide d'aides à la navigation supplémentaires, ou par radar depuis le sol. Il était clair, ont conclu les enquêteurs sur l'accident, que l'équipage n'avait pas fait cela.

## Conséquences

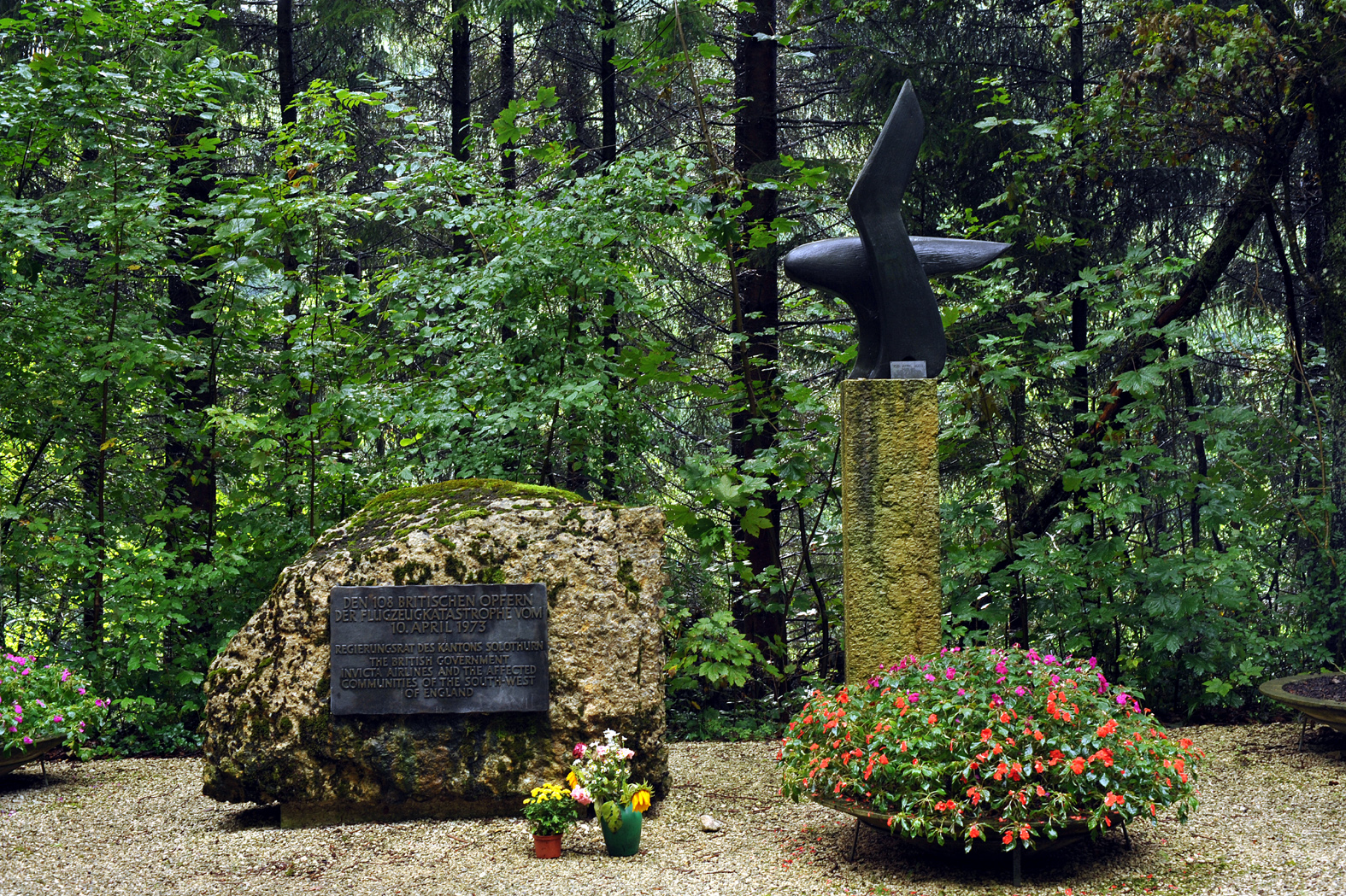
Mémorial près de Herrenmatt/Hochwald.

À l'occasion du cinquantième anniversaire de la catastrophe, des services commémoratifs ont été organisés dans les églises de Congresbury, Wrington, Axbridge et Cheddar. À Congresbury, un jardin commémoratif a également été créé.